# نیوتاون (کنتیکت)
نیوتاون شهرکی در ایالت کنتیکت در ایالات متحده آمریکا است. در سرشماری سال ۲۰۱۰ این شهر ۲۷۵۶۰ نفر جمعیت داشته است.. این شهر در سال ۱۷۰۵ پایه‌گذاری شده است.